# 烤馬鈴薯 (爵士樂俱樂部)

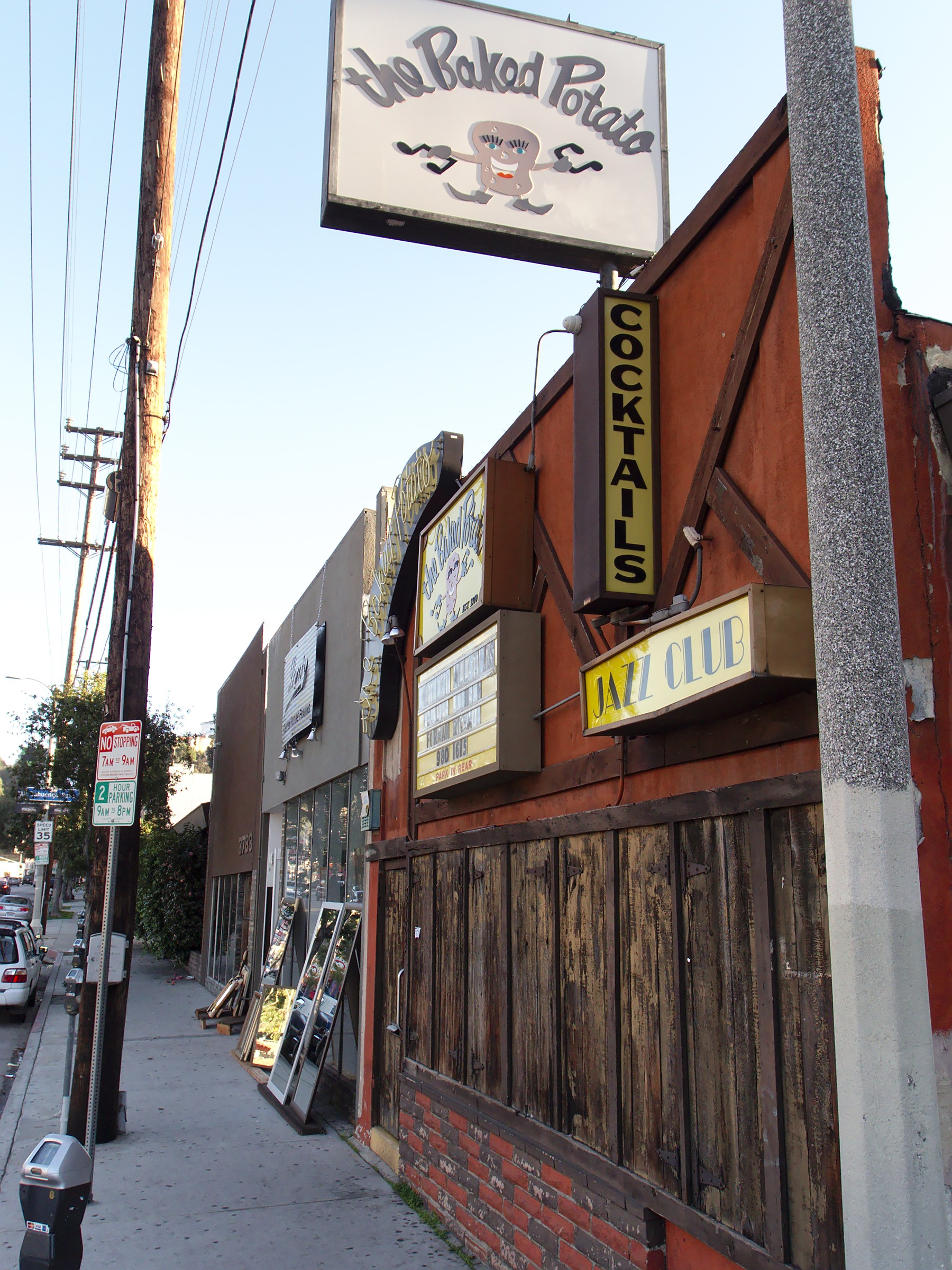
2015年俱樂部的外貌

烤馬鈴薯（英語：The Baked Potato）是一間位於洛杉磯影視城的卡漢加大道上的爵士樂俱樂部，於1970年由唐·藍迪開張。多年以來，這裏招待過很多融合爵士樂手的現場錄音。1986年，賴瑞·卡爾頓在這裏錄製"Last Nite"。2010年，烤馬鈴薯被《洛杉磯雜誌》命名為洛杉磯最佳爵士樂俱樂部。2016年5月21日，麥加帝斯樂團的Nick Menza於台上表演期間心臟病發而死亡。
俱樂部在2016年歌舞電影《星聲夢裡人》中被提及過。

## 外部連結
- Official site （页面存档备份，存于）
- Tripadvisor （页面存档备份，存于） 評論

34°8′12″N 118°21′47″W / 34.13667°N 118.36306°W